# Római híd (Trier)
Trierben a Mosel folyón átívelő római híd Németország legrégebbi hídja, 1986 óta a Világörökség része. Nevezik egyszerűen Mosel-hídnak is.

## Építése

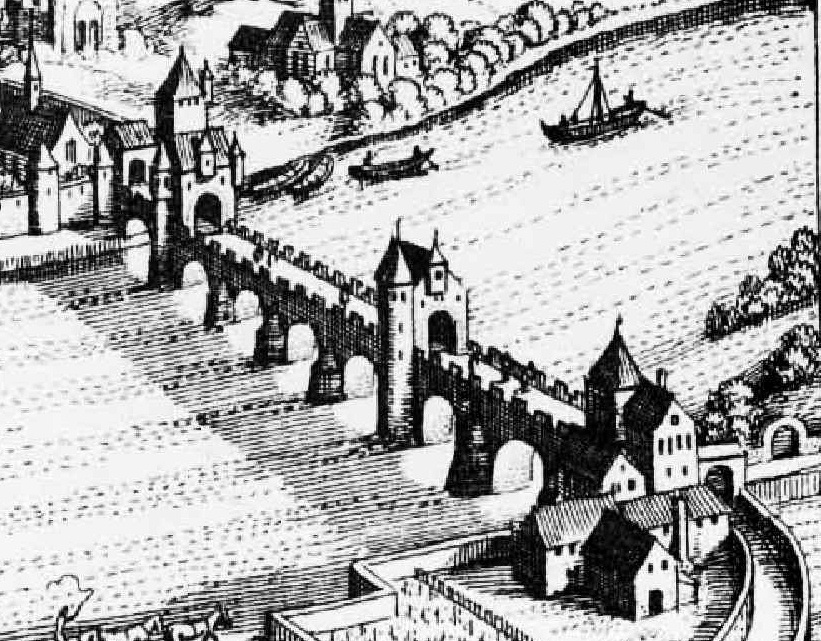
A római híd Matthäus Merian rézmetszetén, 1646

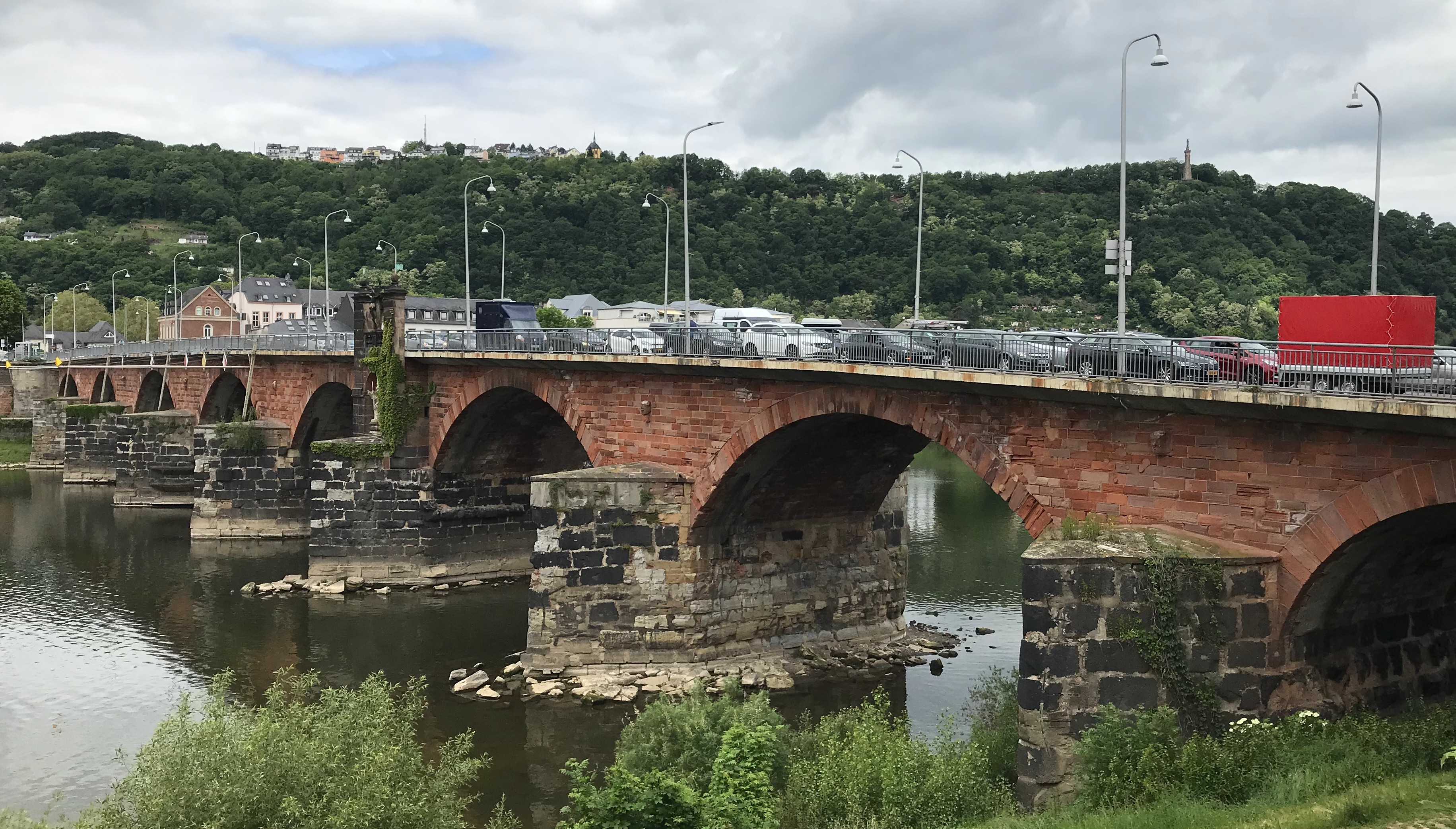
A híd csúcsforgalomban

Az első fából készült római cölöphíd a Moselen már Kr. e. 17-ben létezett. A cölöpök korát 1963-ban állapították meg dendrokronológiai vizsgálatokkal.
Az első kőhíd 45-ben épült, kevéssel lejjebb a római híd jelenlegi helyétől. A pillérek részei alacsony vízállásnál ma is láthatóak.
A mai kőhíd pilléreit 144 és 152 között építették; ez volt a harmadik híd a Moselen a város alapítása óta. Vízálló szádfalak segítségével faragott bazalt- és mészkőtömbökből készítettek alapozást a pilléreknek. A pillérek a folyásiránnyal szemben hegyesednek, hogy jobban ellenálljanak az árvíznek és jégzajlásnak. A masszív pilléreken a római időkben egy fából épített híd állt, ami kb. 10 méteres szélességével jól kiszolgálta a forgalmat. Mivel a híd rendes vízállásnál kb. 14 méternyire volt a Mosel szintje felett, a hajók árbócait nem kellett többé leengedni, amikor lefelé haladtak. Felfelé az erős áramlat miatt vontatásra volt szükség.
A középkorban lebontott hídkapu, a Porta Inclyta a mai napig fejtörést okoz a tudósoknak, akik azon vitatkoznak, hogy a Porta Nigrához hasonló kapu a Mosel bal vagy jobb partján állt.
A kő boltívek csak a középkorban, 1190 és 1490 épültek, lehetséges, hogy Luxemburgi Balduin választófejedelem (1307–1354) uralkodása alatt. A kilenc római pillérből mára öt maradt meg. A korábbi feltételezés, hogy a kilencből kettőt 1717-18-ban felújítottak volna, már nem állja meg a helyét. A város oldalán fekvő első két pillér már egy római kori átépítés óta a parti töltésben rejtőzik.
1689-ben a francia csapatok felrobbantották a hidat, 1716-18 között a trieri választófejedelem udvari ácsa, Johann Georg Judas újította fel a boltíveket. Ez alkalommal a nyugatról számított ötödik pillérre egy kereszt és egy Szent Miklós-szobor került. 1806-ban lebontották a nyugati hídkaput, 1869-ben a keletit. 1931-ben a hidat kiszélesíttették és ekkor kapta a mai kiugró gyaloghidat.
1945. március 2-án reggel az amerikai csapatok az érintetlen római hídon át bevonultak Trierbe. A német csapatok ismeretlen okból nem robbantották fel a hidat.
A második világháború után, a Mosel csatornázási munkái során átfogó régészeti feltárásokat végeztek.

## Fordítás
- Ez a szócikk részben vagy egészben  a   Römerbrücke (Trier) című német Wikipédia-szócikk ezen változatának fordításán alapul.  Az eredeti cikk szerkesztőit annak laptörténete sorolja fel. Ez a jelzés csupán a megfogalmazás eredetét és a szerzői jogokat jelzi, nem szolgál a cikkben szereplő információk forrásmegjelöléseként.

## Külső hivatkozások
- http://www.markaurel.de/roemerbruecke.htm Archiválva 2006. május 22-i dátummal a Wayback Machine-ben
- 360º-Panoramaaufnahme Römerbrücke
- Römerbrücke in structurae